# 蘇羅維島
蘇羅維島是俄羅斯的島嶼，屬於北地群島的一部分，位於共青團員島以西500米的喀拉海，由克拉斯諾亞爾斯克邊疆區負責管轄，長4.5公里、寬1.7公里，最高點海拔高度22米，島上無人居住。